# 피바디 칼리지

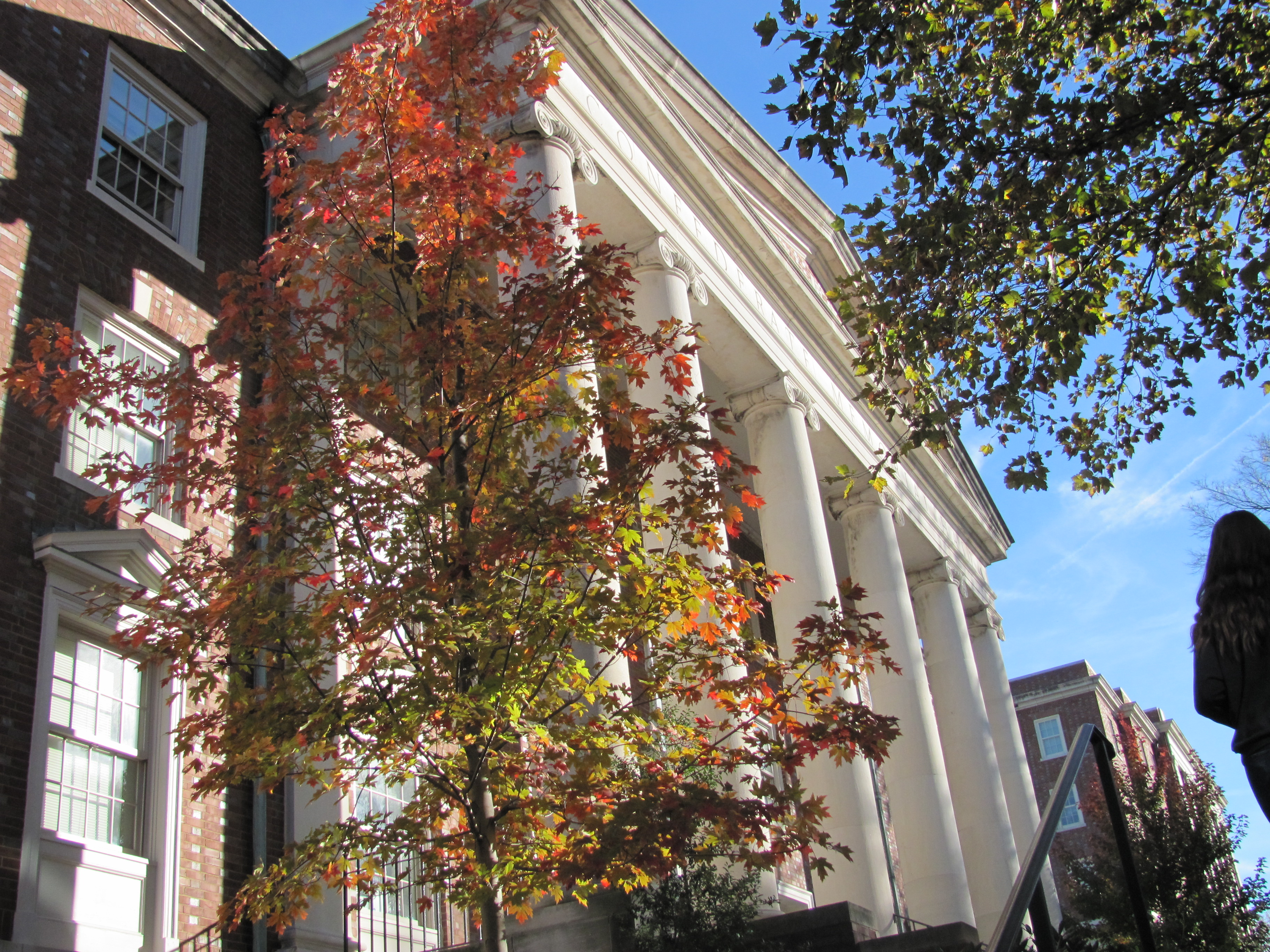

피바디 칼리지(Peabody College of Education and Human Development)는 미국 테네시주 내슈빌에 있는 4년제 사립 대학이며 1875년에 첫 개교하였다.

## 같이 보기
- 밴더빌트 대학교